# Dilophus philippii
Dilophus philippii är en tvåvingeart som först beskrevs av Hardy 1960.  Dilophus philippii ingår i släktet Dilophus och familjen hårmyggor. Inga underarter finns listade i Catalogue of Life.